# Пам'ятки історії Дворічанського району
У Дворічанському районі Харківської області на обліку перебуває 23 пам'ятки історії.
| № п/п | Охоронний номер пам'ятки | Місцезнаходження, (адреса) пам'ятки          | Найменування пам'ятки | Автор, дослідник пам'ятки. Дата відкриття       | Матеріал, з якого виготовлений пам'ятник. Основні розміри                           | Категорія охорони пам'ятки | Номер і дата рішення державних органів про взяття пам'ятки під охорону | Охоронна зона                                                  |
| ----- | ------------------------ | -------------------------------------------- | --- | ----------------------------------------------- | ----------------------------------------------------------------------------------- | -------------------------- | ---------------------------------------------------------------------- | -------------------------------------------------------------- |
| 1.    | 726                      | смт Дворічна Дворічанської сел/р             | Братська могила радянських воїнів. Поховано 93 воїни. 1942 р., 1943 р. | Харківська скульптурна фабрика 1971 р.          | Скульптура — 3,1 м, мармурова кришка. Постамент — 0,4 м, цегла, цемент              | Місцева                    | № 61 від 25.01.72 р.                                                   | 25 м (Наказ управління культури і туризму від 10.09.09. № 234) |
|       |                          |                                              | |                                                 |                                                                                     |                            |                                                                        |                                                                |
| 3.    |                          | смт Дворічна                                 | Пам'ятний знак жертвам голодомору в Україні | 1993 р.                                         | Металева конструкція у вигляді хреста зі вмонтованим символічним «дзвоном пам'яті». | -<<-                       | Наказ УК ХОДА № 25 від 02.03.05 р.                                     |                                                                |
| 4.    | 727                      | с. Бологівка Кам'янської с/р                 | Братська могила радянських воїнів. Поховано 3 воїнів. 1943 р. | Харківська скульптурна фабрика 1956 р.          | Скульптура — 3,5 м, з/б. Постамент — 2,5 м, цегла, цемент                           | -<<-                       | № 61 від 25.01.72 р.                                                   | 25 м (Наказ управління культури і туризму від 10.09.09. № 234) |
| 5.    | 728                      | с. Вільшана Вільшанської с/р                 | Братська могила радянських воїнів. Поховано 24 воїни. 1943 р. | Харківська скульптурна фабрика 1952 р.          | Скульптура — 3,0 м, з/б. Постамент — 1,6 м, цегла, цемент                           | -<<-                       | -<<-                                                                   | 25 м (Наказ управління культури і туризму від 10.09.09. № 234) |
| 6.    | 729                      | с. Гороб'ївка Тавільжанської с/р             | Братська могила радянських воїнів. Поховано 36 воїнів. 1943 р. | Харківська скульптурна фабрика 1958 р.          | Скульптура — 2,5 м, з/б. Постамент — 2,3 м, цегла, цемент                           | -<<-                       | -<<-                                                                   | 25 м (Наказ управління культури і туризму від 10.09.09. № 234) |
| 7.    | 730                      | с. Гракове Новоєгорівської с/р               | Братська могила радянських воїнів. Поховано 29 воїнів. 1942 р., 1943 р. | Харківська скульптурна фабрика 1955 р.          | Скульптура — 2,5 м, з/б. Постамент — 3,5 м, цегла, цемент                           | -<<-                       | -<<-                                                                   | 25 м (Наказ управління культури і туризму від 10.09.09. № 234) |
| 8.    | 731                      | с. Богданівське Богданівської с/р            | Братська могила радянських воїнів. Поховано 19 воїнів. 1942 р., 1943 р. | Харківська скульптурна фабрика 1957 р.          | Скульптура — 2,5 м, з/б. Постамент — 4,0 м, цегла, цемент                           | -<<-                       | -<<-                                                                   | 25 м (Наказ управління культури і туризму від 10.09.09. № 234) |
|       |                          |                                              | |                                                 |                                                                                     |                            |                                                                        |                                                                |
| 10.   | 732                      | с. Кам'янка Кам'янської с/р                  | Братська могила радянських воїнів. Поховано 11 воїнів. 1942 р., 1943 р. | Харківська скульптурна фабрика 1953 р.          | Скульптура — 3,5 м, з/б. Постамент — 2,5 м, цегла, цемент                           | -<<-                       | -<<-                                                                   | 25 м (Наказ управління культури і туризму від 10.09.09. № 234) |
| 11.   | 733                      | с. Колодязне Колодязненської с/р, центр села | Меморіальний комплекс: братська могила радянських воїнів. Поховано 15 воїнів. 1942 р., 1943 р.                                                                             | Харківська скульптурна фабрика 1953 р., 1986 р. | Скульптура — 2,35 м. Постамент — 2,3х1,2х1,15 м, мармурова кришка. Стела — 2,7 м    | -<<-                       | -<<-                                                                   | 25 м (Наказ управління культури і туризму від 10.09.09. № 234) |
| 12.   | 740                      | -<<-                                         | Братська могила 4 радянських воїнів, перенесена з с. Свяченівки цієї ж с/р. 1942 р., 1943 р. Пам'ятний знак воїнам-односельцям, які загинули на фронтах ВВВ. 1941—1945 рр. |                                                 | Стела — 2,7 м                                                                       | -<<-                       | -<<-                                                                   | 25 м (Наказ управління культури і туризму від 10.09.09. № 234) |
| 13.   | 734                      | с. Кутьківка Кутьківської с/р                | Братська могила радянських воїнів. Поховані 22 воїни. 1942 р., 1943 р. | 1979 р.                                         | Стела — 4,2х1,2х1,0 м, мармурова кришка                                             | -<<-                       | -<<-                                                                   | 25 м (Наказ управління культури і туризму від 10.09.09. № 234) |
| 14.   | 744                      | с. Лиман Другий Миколаївської с/р            | Пам'ятник воїнам-односельцям. 1941—1945 рр. | Харківська скульптурна фабрика 1967 р.          | Скульптура — 2,5 м, з/б. Постамент — 2,4 м, цегла, цемент                           | Місцева                    | № 61 від 25.01.72 р.                                                   |                                                                |
| 15.   | 735                      | с. Миколаївка Миколаївської с/р              | Братська могила радянських воїнів. Поховано 37 воїнів. 1942 р., 1943 р. | Харківська скульптурна фабрика 1955 р.          | Скульптура — 2,5 м, з/б. Постамент — 2,3 м, цегла, цемент                           | -<<-                       | -<<-                                                                   | 25 м (Наказ управління культури і туризму від 10.09.09. № 234) |
| 16.   | 736                      | с. Першотравневе Вільшанської с/р            | Братська могила радянських воїнів. Поховано 12 воїнів. 1942 р., 1943 р. | Харківська скульптурна фабрика 1956 р.          | Скульптура — 2,5 м, з/б. Постамент — 3,0 м, цегла, цемент                           | -<<-                       | -<<-                                                                   | 25 м (Наказ управління культури і туризму від 10.09.09. № 234) |
| 17.   | 737                      | с. Петроіванівка Петроіванівської с/р        | Братська могила радянських воїнів. Поховано 33 воїни. 1942 р., 1943 р. | Харківська скульптурна фабрика 1956 р.          | Скульптура − 2,7 м, з/б. Постамент — 2,4 м, цегла, цемент                           | -<<-                       | -<<-                                                                   | 25 м (Наказ управління культури і туризму від 10.09.09. № 234) |
| 18.   | 738                      | с. Піски Пісківської с/р                     | Братська могила радянських воїнів. Поховано 28 воїнів. 1942 р., 1943 р. | Харківська скульптурна фабрика 1957 р.          | Скульптура — 3,5 м, з/б. Постамент — 2,6 м, цегла, цемент                           | -<<-                       | -<<-                                                                   | 25 м (Наказ управління культури і туризму від 10.09.09. № 234) |
| 19.   | 729                      | с. Рідкодуб Рідкодубівської с/р              | Братська могила радянських воїнів. Поховано 12 воїнів. 1942 р., 1943 р. | Харківська скульптурна фабрика 1956 р.          | Скульптура — 2,5 м, з/б. Постамент — 4,0 м, цегла, цемент                           | -<<-                       | -<<-                                                                   | 25 м (Наказ управління культури і туризму від 10.09.09. № 234) |
| 20.   | 741                      | с. Тавільжанка Тавільжанської с/р            | Братська могила радянських воїнів. Поховано 63 воїни. 1942 р., 1943 р. | Харківська скульптурна фабрика 1958 р.          | Скульптура — 2,5 м, з/б. Постамент — 2,2 м, цегла, цемент                           | -<<-                       | -<<-                                                                   | 25 м (Наказ управління культури і туризму від 10.09.09. № 234) |
| 21.   | 742                      | с. Токарівка Токарівської с/р                | Братська могила радянських воїнів. Поховано 10 воїнів. 1942 р., 1943 р. | Скульпт. Агібалов В. І. 1994—1995 рр.           | Скульптура — 3,0 м, з/б. Стела — 2,4×2,0 м, цегла                                   | -<<-                       | -<<-                                                                   | 25 м (Наказ управління культури і туризму від 10.09.09. № 234) |
| 22.   | 743                      | с. Тополі Кам'янської с/р                    | Братська могила радянських воїнів. Поховано 6 воїнів. 1943 р. | Харківська скульптурна фабрика 1957 р.          | Скульптура — 3,0 м, з/б. Постамент — 2,5 м, цегла, цемент                           | -<<-                       | -<<-                                                                   | 25 м (Наказ управління культури і туризму від 10.09.09. № 234) |
| 23.   | 725                      | с-ще Тополі Пісковської с/р                  | Братська могила червоноармійців. Поховано 27 чол. 1921 р. | 1971 р.                                         | Стела — 2,0х0,9х0,5 м, цегла, цемент                                                | -<<-                       | -<<-                                                                   |                                                                |
|       |                          |                                              | |                                                 |                                                                                     |                            |                                                                        |                                                                |